# Robert Aulich
Robert Aulich (28. června 1814 Uherské Hradiště – 6. srpna 1887 Uherské Hradiště ) byl rakouský politik německé národnosti z Moravy; poslanec Moravského zemského sněmu a starosta Uherského Hradiště.

## Biografie
Profesí byl obchodníkem s železářským zbožím a majitelem domu v Uherském Hradišti. Dlouhodobě se angažoval v komunální politice. K roku 1856 se uvádí jako člen obecního výboru. 1. července 1858 byl zvolen starostou Uherského Hradiště. Funkci starosty obhájil i po obecních volbách roku 1864. Starostou byl do roku 1865, i pak ale zasedal v obecním výboru. Na funkci starosty rezignoval počátkem roku 1865. V dubnu 1865 ho po nových volbách nahradil v čele obecní samosprávy Johann Protzkar. Aulich se významně zasloužil o rozvoj místního školství.
V 60. letech se zapojil i do vysoké politiky. V zemských volbách v lednu 1867 byl zvolen na Moravský zemský sněm, za kurii městskou, obvod Uherské Hradiště, Ostroh, Bzenec, Veselí. Zvolen zde byl i v krátce poté konaných zemských volbách v březnu 1867, zemských volbách 1870 i zemských volbách v září 1871. V krátce poté konaných zemských volbách v prosinci 1871 v tomto volebním obvodu uspěl Johann Protzkar. Patřil mezi německé liberály (tzv. Ústavní strana, liberálně a centralisticky orientovaná).